# Manhattan Life Insurance Building
El Manhattan Life Insurance Building fue un rascacielos de 106 m de altura ubicado en el 64-70 de Broadway, Nueva York, completado en 1894  y diseñado de los arquitectos de Kimball y Thompson. Fue el primer rascacielos de Manhattan en superar los 100 m del altura.
En 1926, el rascacielos fue vendido a Frederick Brown, quien a continuación, lo volvió a vender a Manufacturer's Trust Company unas semanas más tarde. Luego, en 1928, fue comprado por la Central Trust Company, cuya sede se ubicaba en un edificio, por una suma de dinero no revelada, aunque el edificio se tasó en ese momento en 4 millones de dólares.
El rascacielos fue demolido en 1964 para construir un anexo del Irving Trust Company Building, el actual 1 Wall Street.

## Sucesión
| Predecesor: New York World Building | Rascacielos más alto de Nueva York, Rascacielos más alto de los Estados Unidos, Rascacielos más alto del mundo 1894 - 1899 | Sucesor: Park Row Building |

- Datos: Q1422777
- Multimedia: Manhattan Life Insurance Company Building / Q1422777